# Esgueira
Esgueira é uma povoação portuguesa sede da Freguesia de Esgueira do Município de Aveiro, freguesia com 17,15 km² de área e 13505 habitantes (censo de 2021), tendo, por isso, uma densidade populacional de 787,5 hab./km².
A freguesia tem sede na vila da Esgueira e inclui vários lugares: Bairro do Vouga, Agras do Norte, Olho D'Água, Mataduços, Alumieira, Paço, Quinta do Simão, Taboeira, Caião, Bela Vista e Cabo Luís.

## História
A história de Esgueira remonta a tempos antigos, embora o documento onde aparece pela primeira vez o seu nome date do ano de 1050.
A sua situação geográfica, junto da linha de maré, permitiu-lhe até ao século XVII a exploração de marinhas de sal com um comércio ativo e uma intensa vida marítima durante séculos, tendo sido elevada a cabeça de comarca com jurisdição sobre 31 vilas e 10 concelhos.
Recebeu foral do conde D. Henrique em 1110.
Em 1116, o Mosteiro do Lorvão tinha também bens nesta vila, que o nosso primeiro rei alargou em 1176, com a doação de Taboeira e outras.
Mas foi D. Sancho I que em Outubro de 1210 lhe definiu o senhorio por testamento à sua filha D. Teresa.
Na segunda metade do século XV, passou a ser habitada por D. Pedro d'Eça, bisneto do rei D. Pedro I de Portugal, originando assim a mais nobre família da zona.
Em 8 de junho de 1515, foi dado Foral à vila de Esgueira por D. Manuel I.
Entre 1528 e 1836, Esgueira foi concelho, constituído pelas freguesias de Esgueira, Cacia, Nariz, e Palhaça. Tinha, em 1801, 4 426 habitantes.
Com a elevação de Aveiro a cidade e a sua passagem à categoria de terra da Coroa, após o confisco aos duques implicados no atentado contra D. José I, desapareceram os antigos privilégios do ducado, podendo Aveiro ser cabeça de comarca e transferindo-se então a hegemonia de Esgueira para aquela cidade.
O decreto de 6 de novembro de 1836, extinguindo o concelho e anexando Esgueira a Aveiro na qualidade de simples freguesia, rematou esse movimento de decadência.

## Demografia
Nota: Pelo decreto nº 12.611, de 29/10/1926, o lugar de Azurba deixou de fazer parte desta freguesia, passando a pertencer à freguesia de Eixo.
A população registada nos censos foi:
| Distribuição da População por Grupos Etários | Distribuição da População por Grupos Etários | Distribuição da População por Grupos Etários | Distribuição da População por Grupos Etários | Distribuição da População por Grupos Etários |
| -------------------------------------------- | -------------------------------------------- | -------------------------------------------- | -------------------------------------------- | -------------------------------------------- |
| Ano                                          | 0-14 Anos                                    | 15-24 Anos                                   | 25-64 Anos                                   | > 65 Anos                                    |
| 2001                                         | 2179                                         | 1774                                         | 7007                                         | 1302                                         |
| 2011                                         | 2153                                         | 1562                                         | 7972                                         | 1744                                         |
| 2021                                         | 1798                                         | 1470                                         | 7662                                         | 2575                                         |

## Património
- Igreja Matriz de Esgueira
- Pelourinho de Esgueira
- Capelas do Espírito Santo, de Nossa Senhora do Desterro, do Sol-Posto
- Antiga cadeia
- Casa das Almeidas
- Edifício seiscentista das ruas da igreja e da Câmara
- Edifícios setecentistas da Rua dos Balcões e da Rua da Igreja
- Fontes da Ribeira, da Mina e do Meio
- Largo do Pelourinho
- Cruzeiro
- Capelas de Nossa Senhora da Ajuda, de Nossa Senhora da Alegria, de Santa Maria Madalena e de São Pedro
- Casa dos condes de Tabueira com capela
- Solar da Cruz, Família Almeida d'Eça

## Política

### Eleições autárquicas (Junta de Freguesia)
| Partidos     | %    | M    | %    | M    | %    | M    | %    | M    | %    | M    | %    | M    | %    | M    | %    | M    | %    | M    | %    | M    | %    | M    |
| Partidos     | 1976 | 1976 | 1979 | 1979 | 1982 | 1982 | 1985 | 1985 | 1989 | 1989 | 1993 | 1993 | 1997 | 1997 | 2001 | 2001 | 2005 | 2005 | 2009 | 2009 | 2013 | 2013 |
| ------------ | ---- | ---- | ---- | ---- | ---- | ---- | ---- | ---- | ---- | ---- | ---- | ---- | ---- | ---- | ---- | ---- | ---- | ---- | ---- | ---- | ---- | ---- |
| CDS-PP       | 33,2 | 4    | 57,1 | 12   | N/D  | N/D  | 36,5 | 5    | 28,9 | 4    | 23,0 | 3    | 16,9 | 2    | 17,2 | 2    |      |      |      |      |      |      |
| PS           | 29,8 | 3    | 18,9 | 3    | N/D  | N/D  | 21,0 | 3    | 28,9 | 4    | 31,9 | 4    | 42,2 | 7    | 48,2 | 8    | 43,8 | 6    | 44,6 | 6    | 32,4 | 5    |
| PPD/PSD      | 22,5 | 2    | 11,6 | 2    | N/D  | N/D  | 23,0 | 3    | 29,1 | 4    | 32,8 | 5    | 30,0 | 4    | 23,0 | 3    |      |      |      |      |      |      |
| FEPU/APU/CDU | 9,9  | -    | 9,6  | 2    | N/D  | N/D  | 10,1 | 1    | 6,9  | 1    | 7,1  | 1    | 5,9  | -    | 6,0  | -    | 9,8  | 1    | 5,5  | -    | 6,9  | 1    |
| PRD          |      |      |      |      | N/D  | N/D  | 6,2  | 1    |      |      |      |      |      |      |      |      |      |      |      |      |      |      |
| PSD-CDS      |      |      |      |      | N/D  | N/D  |      |      |      |      |      |      |      |      |      |      | 38,1 | 6    | 38,7 | 6    | 34,4 | 6    |
| BE           |      |      |      |      | N/D  | N/D  |      |      |      |      |      |      |      |      |      |      |      |      | 7,0  | 1    | 5,3  | -    |
| IND          |      |      |      |      | N/D  | N/D  |      |      |      |      |      |      |      |      |      |      |      |      |      |      | 11,2 | 1    |